# ألما جوليا هاتاور
ألما جوليا هاتاور (بالإنجليزية: Alma Julia Hightower)‏ هي موزعة وملحنة أمريكية، ولدت في 27 نوفمبر 1888 في باتون روج في الولايات المتحدة، وتوفيت في 1 أغسطس 1970 في لوس أنجلوس في الولايات المتحدة.